# St. James’s Place (Investmentgesellschaft)
St. James’s Place ist eine britische Investmentgesellschaft mit Sitz in Cirencester. Ende 2020 verwaltete die Gruppe 129,3 Mrd. GBP, die sich wie folgt aufteilen: Verwaltung von Renten-, Pensions- und Vorsorgegeldern (47,4 %), Verwaltung von Fonds für Dritte (27,7 %): hauptsächlich Verwaltung von Renten- und Hypothekenfonds, Verwaltung von Investmentfonds und Investmentgesellschaften (24,9 %).
Das Unternehmen ist an der Londoner Börse gelistet und Teil des FTSE 100 Index.

## Geschichte
Die St. James’s Place Group wurde 1991 von Sir Mark Weinberg, Mike Wilson und Lord Rothschild unter dem Namen J. Rothschild Assurance Group gegründet und nahm 1992 den Handel auf. Im April 1997 wurde die J. Rothschild Assurance Group durch James’s Place Capital übernommen. Damit sicherte sich das Unternehmen nach nur fünf Handelsjahren eine öffentliche Notierung an der Börse. Aufgrund seiner Marktkapitalisierung wurde es in den FTSE 250 Index aufgenommen.
Im Juni 2000 erwarb die Halifax Group plc 60 % des ausgegebenen Aktienkapitals von St. James’s Place. Halifax fusionierte im September 2001 mit der Bank of Scotland zur HBOS plc. Im Oktober änderte das Unternehmen seinen Namen von J. Rothschild Assurance in St. James’s Place Capital. Mit Wirkung vom 9. Mai 2006 wurde St. James’s Place Capital in St. James’s Place umbenannt. Im Januar 2009 fusionierte HBOS mit Lloyds TSB zur Lloyds Banking Group. Im Dezember 2013 veräußerte die Lloyds Banking Group ihre verbleibende Beteiligung an St. James’s Place.
2014 wurde St. James’s Place in den FTSE 100 aufgenommen. Im Juni des gleichen Jahres erwarb St. James’s Place The Henley Group, eines der führenden Beratungsunternehmen für Vermögensverwaltung in Asien. Im März 2016 erwarb St. James’s Place Rowan Dartington, um den Fondsverwaltungs- und Börsenmaklerzweig der Gruppe zu gründen.

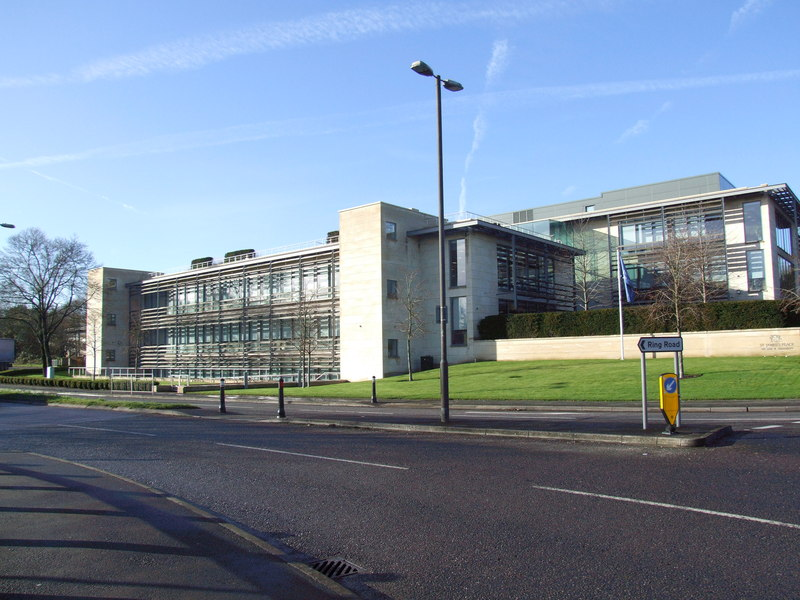
Zentrale St. James's Place